# Liste des noms des institutions de l'Union européenne dans ses langues officielles
| Langage     | Parlement européen                          | Conseil de l'Union européenne                                    | Commission européenne                    |
| ----------- | ------------------------------------------- | ---------------------------------------------------------------- | ---------------------------------------- |
| Anglais     | European Parliament                         | Council of the European Union                                    | European Commission                      |
| Allemand    | Europäisches Parlament                      | Rat der Europäischen Union                                       | Europäische Kommission                   |
| Bulgare     | Европейски парламент (Evropejski parlament) | Съвет на Европейския съюз (Săvet na Evropejskija săjuz)          | Европейска комисия (Evropejska komisija) |
| Danois      | Europa-Parlamentet                          | Rådet for Den Europæiske Union                                   | Europa-kommissionen                      |
| Estonien    | Euroopa Parlament                           | Euroopa Liidu Nõukogu                                            | Euroopa Komisjon                         |
| Finnois     | Euroopan parlamentti                        | Euroopan unionin neuvosto                                        | Euroopan komissio                        |
| Français    | Parlement européen                          | Conseil de l'Union européenne                                    | Commission européenne                    |
| Espagnol    | Parlamento Europeo                          | Consejo de la Unión Europea                                      | Comisión Europea                         |
| Grec        | Ευρωπαϊκό Κοινοβούλιο (Evropaïko Kinovulio) | Συμβούλιο της Ευρωπαϊκής Ένωσης (Simvulio tis Evropaïkis Enosis) | Ευρωπαϊκή Επιτροπή (Evropaïki Epitropi)  |
| Hongrois    | Az Európai Parlament                        | Az Európai Unió Tanácsa                                          | Az Európai Bizottság                     |
| Irlandais   | Parlaimint na hEorpa                        | Comhairle an Aontais Eorpaigh                                    | An Comisiún Eorpach                      |
| Italien     | Parlamento europeo                          | Consiglio dell'Unione europea                                    | Commissione europea                      |
| Letton      | Eiropas Parlaments                          | Eiropas Savienibas Padome                                        | Eiropas komisija                         |
| Lituanien   | Europos Parlamentas                         | Europos Sajungas Taryba                                          | Europos Komisija                         |
| Maltais     | Il-Parlament Ewropew                        | Il-Kunsill ta' l-Unjoni Ewropea                                  | Il-Kummissjoni Ewropea                   |
| Néerlandais | Europees Parlement                          | Raad van de Europese Unie                                        | Europese Commissie                       |
| Polonais    | Parlament Europejski                        | Rada Unii Europejskiej                                           | Komisja Europejska                       |
| Portugais   | Parlamento Europeu                          | Conselho da União Europeia                                       | Comissão Europeia                        |
| Roumain     | Parlamentul European                        | Consiliul Uniunii Europene                                       | Comisia Europeană                        |
| Slovaque    | Európsky parlament                          | Rada Európskej Únie                                              | Európska Komisia                         |
| Slovène     | Evropski parlament                          | Svet Evropske Unije                                              | Evropska Komisija                        |
| Suédois     | Europaparlamentat                           | Europeiska unionens răd                                          | Europeiska Kommissionen                  |
| Tchèque     | Evropský parlament                          | Rada Evropské Unie                                               | Evropská komise                          |